# Bembidion tabellatum
Bembidion (Bembidionetolitzkya) tabellatum – gatunek chrząszcza z rodziny biegaczowatych i podrodziny Trechinae.

## Taksonomia
Gatunek ten został opisany w 1854 roku przez Thomasa Vernona Wollastona w jego Insecta maderensia na podstawie okazów odłowionych w 1847 roku.

## Opis
Ciało długości około 3 mm, matowe, czarnawozielone, prawie ciemne. Czułki wydłużone, rudobrązowawoczarne do rdzawych, ku wierzchołkowi silnie przyciemnione do prawie czarnych. Odnóża czarne lub brunatnoczarne. Przedplecze w zarysie sercowate, silniej zwężone z tyłu, o kątach tylnych prostych. Na przedpleczu obecny wyraźny rowek grzbietowy i bardzo głębokie, pomarszczone dołki przypodstawowe. Na pokrywach bardzo głębokie i drobno punktowane rzędy, raczej wypukłe międzyrzędy oraz głęboko wgłębione punkty położone przy trzecim rzędzie od strony szwu.

## Występowanie
Zamieszkuje portugalską Maderę, gdzie występuje na brzegach strumieni w południowej części wyspy.